# Список прем'єр-міністрів Коморських Островів
У статті подано список голів уряду Коморських Островів від моменту здобуття незалежності від Франції 1975 року (посаду запроваджено 1976) до 2002 року, коли посаду було ліквідовано.

## Список
| #  | Фото | Ім'я                     | Початок повноважень | Завершення повноважень | Примітки |
| -- | ---- | ------------------------ | ------------------- | ---------------------- | -------- |
| 1  |      | Абдаллах Мохамед         | 7 січня 1976        | 22 грудня 1978         |          |
| 2  |      | Салім бен Алі            | 22 грудня 1978      | 8 лютого 1982          |          |
| 3  |      | Алі Мруджає              | 8 лютого 1982       | 31 грудня 1984         |          |
| —  |      | Посаду ліквідовано       | 31 грудня 1984      | 7 січня 1992           |          |
| 4  |      | Могаммед Такі Абдулкарім | 7 січня 1992        | 15 липня 1992          |          |
| —  |      | Вакант                   | 15 липня 1992       | 1 січня 1993           |          |
| 5  |      | Ібрагім Халіді           | 1 січня 1993        | 26 травня 1993         |          |
| 6  |      | Саїд Алі Мохамед         | 26 травня 1993      | 19 червня 1993         |          |
| 7  |      | Ахмед бен Шейх Аттумане  | 20 червня 1993      | 2 січня 1994           |          |
| 8  |      | Мохамед Абду Маді        | 2 січня 1994        | 14 жовтня 1994         |          |
| 9  |      | Халіфа Хумаді            | 14 жовтня 1994      | 29 квітня 1995         |          |
| 10 |      | Каабі Могамед            | 29 квітня 1995      | 27 березня 1996        |          |
| 11 |      | Таджіддін Массунде       | 27 березня 1996     | 27 грудня 1996         |          |
| 12 |      | Ахмед Абду               | 27 грудня 1996      | 9 вересня 1997         |          |
| 13 |      | Нурдін Бургане           | 9 вересня 1997      | 30 травня 1998         |          |
| —  |      | Вакант                   | 30 травня 1998      | 22 листопада 1998      |          |
| 14 |      | Аббас Джуссуф            | 22 листопада 1998   | 30 квітня 1999         |          |
| —  |      | Вакант                   | 30 квітня 1999      | 7 грудня 1999          |          |
| 15 |      | Біанріфі Тарміді         | 7 грудня 1999       | 29 листопада 2000      |          |
| 16 |      | Гамада Маді              | 29 листопада 2000   | 15 квітня 2002         |          |